# Torban
El torban o teorban és un instrument musical ucraïnès que combina les característiques del llaüt barroc amb les del salteri. Va ser inventat a partir de 1700, probablement sota la influència de la tiorba centreeuropea i de l'angèlica, van ser retrobats pels mercenaris cosacs a la Guerra dels Trenta Anys; però, hi ha una altra versió que diu que va ser un monjo paulita, Tuliblovski, el seu inventor. El torban va ser fabricat i utilitzat principalment a Ucraïna, però de vegades es podia trobar a les veïnes Polònia i Rússia. Hi ha aproximadament dues dotzenes de torbans en els museus al voltant del món, amb el major grup d'instruments, 14, a Sant Petersburg.
En la classificació Hornbostel-Sachs té el número 321321-5.
El nombre de partitures musicals que es conserven per al torban és molt limitat, malgrat l'àmplia difusió en l'ús d'aquest instrument a Europa de l'Est. Va ser part integral de la cultura urbana oral d'Ucraïna, així com a Rússia i Polònia (després Imperi Austrohongarès), que controlaven part del país després de la seva partició. El terme torban s'aplica amb freqüència incorrectament en la Ucraïna occidental als instruments del tipus de llaüt barroc.
La gran quantitat de cordes, l'elevat preu de la seva manufactura, i les dificultats tècniques que comporten el torban van fer-ne un instrument de la pagesia ucraïnesa, tot i que els seus intèrprets van ser jueus o ucraïnesos pobres, amb unes poques excepcions aristocràtiques, com Mazepa, Razumovsky, Padura, Rzewucki, entre d'altres. Això va segellar el destí de l'instrument després de la Revolució russa: va ser considerat poc proletari i desaconsellat. Un predecessor del torban, l'anomenada kobza (algunes vegades anomenada bandura), era l'instrument més estès en el poble pla. La diferència del torban és l'absència de cordes greus, i està relacionat amb la mandola centreeuropea i la pandora.
Avançat el segle xx, es van fabricar bandures imitant l'aspecte del torban, fet que va contribuir que es confonguessin.